# 川上村 (奈良縣)
川上村（日语：／ Kawakami mura */?）是位于日本奈良縣東南部的行政區劃。是吉野杉的主要產地之一，吉野林業也成為轄內最主要的產業。轄區位於吉野川的源頭，西側為大峰山脈，東側為台高山脈，吉野川自東南往西北連過，並建有大迫水壩和大瀧水壩。

## 人口
| 川上村人口分布圖 |                                               |  |
| 川上村與日本全國年齡別人口分布比較圖 （2005年資料） | 川上村的年齡、男女別人口分布圖 （2005年資料） |  |
| ■紫色是川上村 ■綠色是全国 | ■藍色是男性 ■紅色是女性                       |  |
| 川上村人口變化 \| 1970年 \| 6,020人 \| \| \| 1975年 \| 5,173人 \| \| \| 1980年 \| 4,151人 \| \| \| 1985年 \| 3,481人 \| \| \| 1990年 \| 3,093人 \| \| \| 1995年 \| 2,821人 \| \| \| 2000年 \| 2,558人 \| \| \| 2005年 \| 2,045人 \| \| \| 2010年 \| 1,643人 \| \| \| 2015年 \| 1,313人 \| \| \| 2020年 \| 1,156人 \| \| |                                               |  |
| 資料來源：日本總務省統計中心提供之人口普查數據 |                                               |  |
| 1970年 | 6,020人                                       |  |
| 1975年 | 5,173人                                       |  |
| 1980年 | 4,151人                                       |  |
| 1985年 | 3,481人                                       |  |
| 1990年 | 3,093人                                       |  |
| 1995年 | 2,821人                                       |  |
| 2000年 | 2,558人                                       |  |
| 2005年 | 2,045人                                       |  |
| 2010年 | 1,643人                                       |  |
| 2015年 | 1,313人                                       |  |
| 2020年 | 1,156人                                       |  |

## 歷史
在轄內的大瀧水庫興建前，曾發現有繩文時代的遺址－宮之平遺跡，但在大瀧水庫完成後已被淹沒。
14世紀南北朝時代結束後，試圖復興大覺寺統皇室的人們曾持續在此與朝廷對抗直到15世紀末。
自室町時代末期，約1500年時，已有紀錄為生產吉野杉而開始計畫性地造林。
1889年日本實施町村制，將川上鄉下的23個村合併為村上村。

## 交通
轄內對外交通主要仰賴北山村的社區巴士山吹巴士、吉野町的社區巴士微笑巴士、及南部地區聯合社區巴士－悠遊巴士（ゆうゆうバス），可自吉野町的大和上市車站接駁至村內。

## 觀光資源
轄內有天神窟、水晶之窟、不動窟等多個鍾乳洞，其中的不動窟傳說是由7世紀開創修驗道的役小角所發現，並曾在此修行。

## 教育

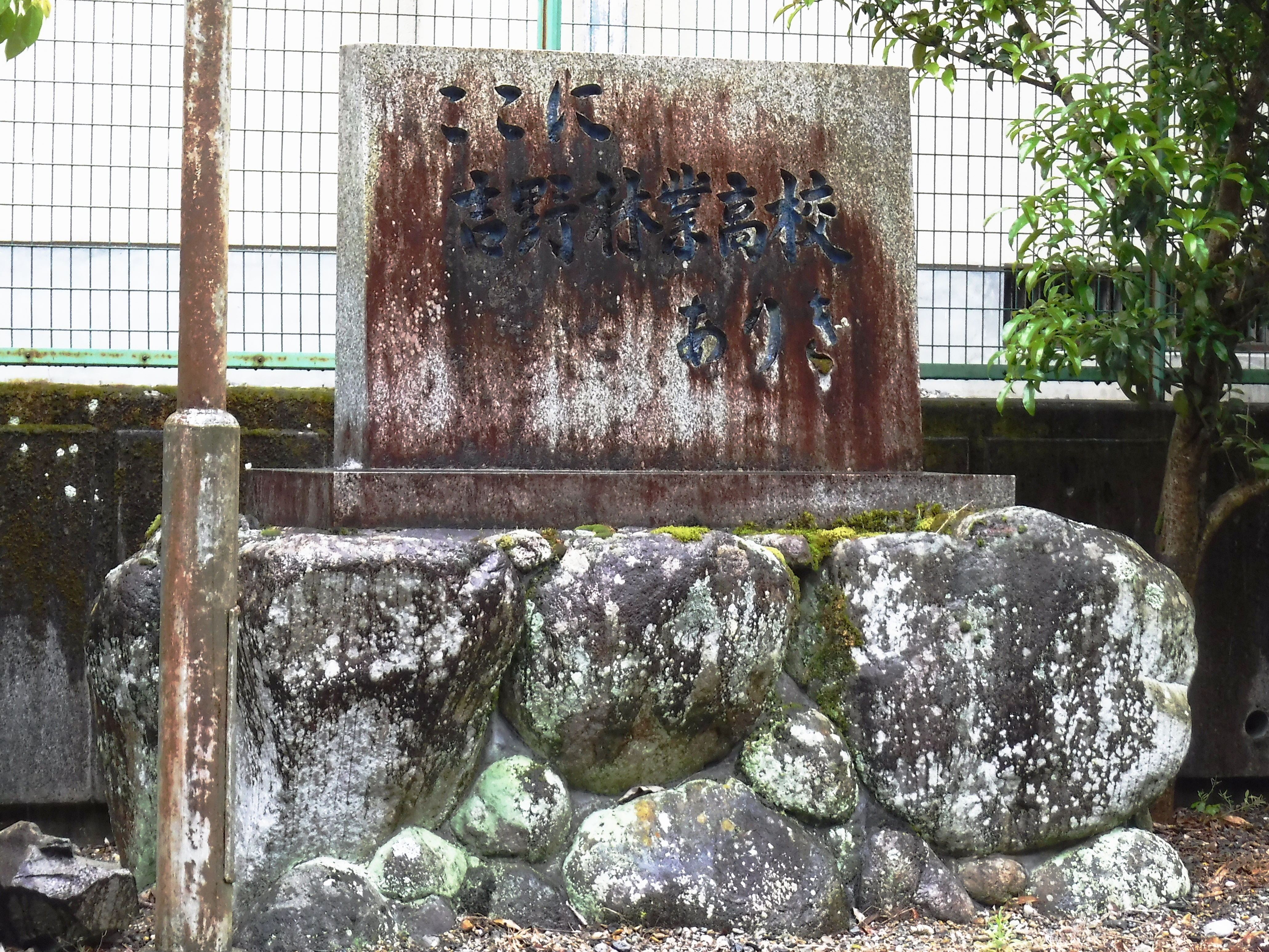
位於吉野林業高等學校舊址的紀念碑

由於本地自16世紀起已開始發展計畫性林業，1924年時將原位於大淀町以培養林業人才的奈良縣立吉野林業學校牽至村內的西河地區，後來也成為奈良縣立吉野林業高等學校，並設有林業林產科；但在1978年與位於吉野町的奈良縣立吉野工業高等學校整併為奈良縣立吉野高等學校，同時也改至吉野町的校舍上課，此後村內在無高中以上的學校。

## 外部連結
- （日語） 川上生活 （页面存档备份，存于）
- （日語） 吉野川上社中 （页面存档备份，存于）
- （日語） YouTube上的川上保護頻道